# Josef Hrnčíř
Josef Hrnčíř (2. dubna 1921, Praha – 31. srpna 2014, Příbram) byl český dirigent, muzikolog a hudební teoretik.
Jeho jméno je spjato s dlouholetým působením v Československém rozhlasu, kde působil téměř 40 let. Za svůj život realizoval přibližně 800 nahrávek, z toho asi 300 nahrávek tvořila soudobá česká hudba uváděná v premiéře, vydal také několik desítek gramofonových desek. Do dnešních dob se dochovalo zhruba 700 nahrávek. Aktivně se podílel na přípravě a realizaci hudebního festivalu Sedlčany Josefa Suka.
Po studiích dirigování a hry na klavír u Václava Holzknechta na Pražské konzervatoři vystudoval ještě Filosofickou fakultu Univerzity Karlovy. Po ukončení studií začal působit jako dirigent nejprve krátce v Teplicích (1948–1949) a později v plzeňském rozhlasovém orchestru (1949–1951). V roce 1952 však přešel do Prahy, kde působil zejména u tehdy nově založeného Symfonického orchestru Československého rozhlasu (SOČR), pravidelně hostoval i u dalších významných symfonických orchestrů.
V roce 2008 obdržel Cenu Společnosti pro vědu a umění. Ve stejném roce mu bylo uděleno i čestné občanství Prahy 1.